# Glen Loftus
Glen Roy Loftus (Perth, 8 de junio de 1976) es un deportista australiano que compitió en remo.
Participó en los Juegos Olímpicos de Atenas 2004, obteniendo una medalla de plata en la prueba de cuatro sin timonel ligero. Ganó una medalla de bronce en el Campeonato Mundial de Remo de 2000, en el ocho con timonel ligero.

## Palmarés internacional
| Juegos Olímpicos   | Juegos Olímpicos | Juegos Olímpicos  | Juegos Olímpicos          |
| Año                | Lugar            | Medalla           | Prueba                    |
| ------------------ | ---------------- | ----------------- | ------------------------- |
| 2004               | Atenas (Grecia)  | Medalla de plata  | Cuatro sin timonel ligero |
| Campeonato Mundial |                  |                   |                           |
| Año                | Lugar            | Medalla           | Prueba                    |
| 2000               | Zagreb (Croacia) | Medalla de bronce | Ocho con timonel ligero   |